# Białostockie Towarzystwo Fotograficzne
Białostockie Towarzystwo Fotograficzne – stowarzyszenie utworzone w 1961 roku, uformowane na bazie białostockiego oddziału Polskiego Towarzystwa Fotograficznego, istniejącego w latach 1953–1961. Członek zbiorowy Fotoklubu Rzeczypospolitej Polskiej Stowarzyszenia Twórców.

## Historia
Białostockie Towarzystwo Fotograficzne było członkiem zbiorowym istniejącej w latach 1961–1989 Federacji Amatorskich Stowarzyszeń Fotograficznych w Polsce. Pierwszym prezesem Zarządu BTF został Zbigniew Małyszko. W ramach działalności BTF utworzono Studium Fotografii, kształcące instruktorów fotoamatorów. W tym czasie (na wniosek Federacji Amatorskich Stowarzyszeń Fotograficznych w Polsce) Białostockie Towarzystwo Fotograficzne zostało uhonorowane nagrodą Ministerstwa Kultury i Sztuki – za upowszechnianie fotografii oraz działalność na rzecz fotografii. 
Od 1978 roku BTF dysponowało własnym lokalem oraz własną, niewielką przestrzenią wystawienniczą, gdzie organizowano cykliczne spotkania członków i sympatyków stowarzyszenia oraz prezentowano (m.in.) prace członków BTF. W latach 80. XX wieku BTF dysponowało własną galerią fotografii, w której prezentowano wiele wystaw indywidualnych, zbiorowych, poplenerowych, pokonkursowych. W 1990 roku, wskutek problemów finansowych BTF zawiesiło działalność, powiązaną z utratą siedziby i przestrzeni wystawienniczej. W 2005 roku (z inicjatywy Ryszarda Zięckowskiego) Białostockie Towarzystwo Fotograficzne zostało reaktywowane. Pierwszym prezesem Zarządu reaktywowanego BTF został Filip Wiśniewski.

## Działalność
Aktywność Białostockiego Towarzystwa Fotograficznego to przede wszystkim działalność wystawiennicza (w latach 70. oraz 80. XX wieku – m.in. we własnych przestrzeniach wystawienniczych) – organizowano m.in. cykliczną Wystawę Amatorskiej Fotografii Artystycznej. wystawy indywidualne i zbiorowe członków BTF. W przestrzeni wystawienniczej BTF miały miejsce wystawy indywidualne (m.in.) Henryka Rogozińskiego, Zdzisława Rynkiewicza, Ryszarda Zięckowskiego. Z końcem lat 70. XX wieku BTF było organizatorem Biennale Fotografii Sportowej oraz Ogólnopolskiego Konkursu Fotograficznego Czas i Obraz Północno-Wschodniej Polski. W latach 80. XX wieku Białostockie Towarzystwo Fotograficzne współpracowało na niwie fotografii z pokrewnymi klubami i stowarzyszeniami działającymi na Litwie oraz w Republice Federalnej Niemiec. Białostockie Towarzystwo Fotograficzne było organizatorem spotkań fotograficznych, w których uczestniczyło wielu znanych artystów fotografów (m.in. Wiktor Wołkow). 
Obecna aktywność BTF ponownie skupiona jest na działalności wystawienniczej (m.in. w utworzonej staraniem BTF Galerii Jednej Fotografii), konkursowej, warsztatowej oraz propagowaniu fotografii artystycznej. W 2011 roku Białostockie Towarzystwo Fotograficzne zostało członkiem zbiorowym Fotoklubu Rzeczypospolitej Polskiej Stowarzyszenia Twórców w Warszawie..

## Zarząd BTF[13]
- Bożena Zdanowicz– prezes Zarządu
- Małgorzata Barbara Pawelczyk – wiceprezes Zarządu
- Monika Mściwujewska – skarbnik
- Andrzej Alicki – sekretarz
- Agnieszka Lubecka – członek Zarządu